# Valentina Rebróvskaia
Valentina Alekséievna Rebróvskaia (en rus: Валентина Алексеевна Ребровская) va ser una ciclista soviètica. Va guanyar una medalla de bronze als Campionats del Món en ruta de 1973 celebrat al circuit de Montjuïc de Barcelona.